# Aardkundig waardevolle gebieden in Winterswijk
In Winterswijk bevinden zich een vrij groot aantal geologisch, geomorfologisch of bodemkundig interessante verschijnselen. Van de gebieden waar deze aardkundige waarden voorkomen wordt hieronder een beknopt overzicht gegeven.

## Geologisch- engeomorfologischwaardevolle gebieden

### Keileemheuvelsen restanten
- Hogeweg-Valkeniersbult
Dit is een wat hoger gelegen gebied langs de grens met Duitsland met een keileembedekking. De heuvel verheft zich meer dan 5 m boven de omgeving, een vereffeningsvlak, uit. Het is een van de meest opvallende keileemresten in de Achterhoek en daarom van geo(morfo)logisch belang.

### Beekdalen
- Ontsluitingen in de Boven-Slinge en Kleine Beek
Tot de dertiende of veertiende eeuw heeft de Slinge via Winterswijk naar het noordwesten gelopen, naar de huidige Groenlose Slinge. Daarna heeft men vanwege wateroverlast in het dorp Winterswijk de beek aangesloten op de Aaltense Slinge. De delen van de Boven-Slinge en Kleine Beek die in het verleden zijn gegraven in bestaande laagten, hebben zich ontwikkeld tot meanderende beeksystemen. Vooral in het gebied Bekendelle komen nog actieve processen voor. Aangezien de meeste beken in Nederland geheel zijn gekanaliseerd, zijn deze resten van een meanderend beeksysteem van grote geomorfologische waarde.

Later werden grote delen rechtgetrokken om een snelle waterafvoer te garanderen na de ontginningen van het begin van deze eeuw. In de bedding van de beken zijn op diverse plaatsen oude geologische formaties op ontsloten, die uniek zijn in Nederland. In dit beekdal hebben de volgende gebieden bijzondere aardkundige waarden:
- - De noordelijke meander bij de Stemerdinkbrug. In de steile oever van de noordelijke meander van de Boven Slinge bij de Stemerdinkbrug bevindt zich een ontsluiting van septariënklei uit het Laat-Rupelien (Midden-Oligoceen). In de oude meander was vroeger ook het Vroeg-Rupelien zand zichtbaar. Door regime-wijzigingen zijn deze oude meanders opgevuld.
  - Twee buitenbochten ten oosten van de Stemerdinkbrug. Oostelijk van de boven beschreven oligocene afzettingen zijn in twee buitenbochten van de Boven Slinge afzettingen uit het Midden-Mioceen ontsloten. De afzettingen bestaan uit donkerbruine, fijnzandige kleien die fossielhoudend zijn. De klei bevat veel mica (glimmer). Deze kleien behoren tot de Laag van Stemerdink, het bovenste deel van de Afzetting van Aalten. De beek heeft hier nog een natuurlijk verloop en ligt in een typisch beekdal met meanders, steile stootoevers, oeverwallen en meanderbanken. Activiteiten van verzamelaars beschadigden de ontsluitingen ernstig. De Midden-Miocene afzettingen zijn zelden ontsloten en daarom van wetenschappelijk en educatief belang. Bovendien zijn de beek en het beekdal hier nog natuurlijk, wat eveneens zeldzaam is.
  - Toonenbrug. In een hoge steile oever van de Boven Slinge (ongeveer daar waar de N319 tussen Kotten en de grens het dichtst bij de beek ligt) zijn donkergrijs-blauwe kleien, licht gekleurde kwartszanden en grind ontsloten. Deze afzettingen stammen waarschijnlijk uit het Valanginien (Vroeg-Krijt). In de afzettingen zijn geen fossielen aangetroffen, alleen wat verkoold hout, wat kan wijzen op een rivier- of zoetwatergetijde (terrestrisch) fase die in Duitsland bekendstaat als de Kuhfeld Schichten. De Vroeg-Krijtafzettingen worden bedekt door Kwartaire sedimenten en zijn daarmee vermengd door cryoturbatie. De terrestrische Valanginien afzettingen vormen een unieke ontsluiting van grote wetenschappelijke en educatieve waarde.
  - Kleine Beek en Bemerbeek. In de bedding van de Kleine Beek en Bemerbeek ten zuidoosten van Kotten komen op twee plaatsen witte, kiezelige kalksteenlagen voor. Uit onderzoek is gebleken dat er soms zachtere, mergelige laagjes ingeschakeld zijn. Deze afzettingen behoren tot de zogenaamde Plänerkalk uit het Midden-Cenomanien. Het is de enige plaats in Nederland waar deze lagen dagzomen.
- Ontsluitingen in de Ratumsebeek
De Ratumse beek die zijn oorsprong in Duitsland heeft, stroomt in westelijke richting. Net als bij de Willinkbeek zijn delen van het beeksysteem in de middeleeuwen gegraven voor een betere ontwatering van het stroomgebied. Hierbij zijn zelfs dekzandruggen en -koppen doorgegraven, onder andere tussen Reverdink en Leesink en bij Lutgen Kossink.

In de dalwanden en de bedding zijn Lias- en Tertiaire kleien ontsloten. Deze ontsluitingen zijn geologisch van belang. Hoewel de Ratumsebeek deels gegraven is, heeft het systeem een kenmerkend meanderend patroon en is derhalve van grote geomorfologische waarde. In dit beekdal hebben de volgende gebieden bijzondere aardkundige waarden:
- - Lutgen Kossink. Tussen de boerderijen Kremer en Lutgen Kossink is in de Ratumsebeek Vroeg-Liasklei ontsloten. De Lias-klei (Vroeg-Jura) is hier zeer donker gekleurd en bevat enkele donkergrijze mergelige laagjes. Er komt onder andere pyriet en gips in voor. Dit deel van de beek is nog bijzonder gaaf en bevat fraaie meanders, steile stootoevers, meanderbanken en kolkgaten. De representatieve natuurlijke ontsluitingen van de Vroeg-Liasklei zijn zeldzaam, en zijn daarom van grote wetenschappelijke en educatieve waarde.
  - Tenkinkbos. In het Tenkinkbos is op verschillende plaatsen in de wanden van de Ratumsebeek Lias-klei (Vroeg-Jura) aanwezig. Het is bedekt door een laag van ongeveer 2 m dekzand, dat onderin grofzandig is ontwikkeld. De overgang naar de Lias-klei is onregelmatig als gevolg van cryoturbatie. Op deze overgang heeft zich in de grove zanden een oerbank gevormd. De grijze klei is met name ontsloten in de steile stootoevers van de beek. De klei bevat onder andere gips en ijzermineralen. De zeldzame ontsluitingen in de Lias-klei zijn bij lage waterstanden goed ontsloten.
- Ontsluitingen in de Willinkbeek
De Willinkbeek stroomt vanaf de Duitse grens naar het westen. Ten noorden van Winterswijk verenigt de beek zich met de Ratumsebeek alvorens in de Groenlose Slinge uit te monden. Aardwetenschappelijk onderzoek heeft aangetoond dat delen van het dal gegraven zijn in verband met een betere ontwatering ten behoeve van de landbouw. Als gevolg van het grote verhang en de grote afvoer heeft een deel van het beeksysteem een natuurlijk ogend meanderend karakter. Het onnatuurlijke karakter van de Willinkbeek blijkt onder andere uit de doorsnijding van enkele dekzandruggen (bij Willink en Het Wieskamp in Henxel). In de bedding en dalwanden van de Willinkbeek zijn Muschelkalk-, Lias- en Midden-Oligoceen ontsloten; in de bovenloop was vroeger ook Bontzandsteen zichtbaar. In dit beekdal hebben de volgende gebieden bijzondere aardkundige waarden:
  - De Borg. In de wanden en dalbodem van de Willinkbeek bij De Borg is over een afstand van ongeveer 1 km Midden-Oligoceen ontsloten. Het zijn donkergekleurde kleiige zanden uit het Midden-Rupelien, die stroomafwaarts overgaan in een groengrijze, zware stugge klei (septariënklei) uit het Laat-Rupelien. De overgang tussen beide afzettingen is scherp en in de beekwand zichtbaar. De zanden bevatten het groenige mineraal glauconiet en zijn afgezet tijdens een transgressiefase. De jongere kleien bevatten veel ijzermineralen, enkele schelpfragmenten en septariën en zijn afgezet in een dieper wordende zee. In de bovenste laag van de kleien is cryoturbaat omgewerkt. De zandige sedimenten behoren tot de Afzetting van Ratum, de kleiige tot de Afzetting van Brinkheurne. De afzettingen zijn zeer zeldzaam en zijn zelden beide ontsloten. Waar de vette kleien aan het oppervlak komen zijn xerobrikgronden ontwikkeld. Langs de beek bevindt zich de typesectie van de Afzetting van Ratum.
  - Rensker. In de bedding van de Willinkbeek ten zuiden van de boerderij Rensker en aansluitend op de Muschelkalk is klei uit het Vroeg-Lias ontsloten. Deze Lias-klei is vergelijkbaar met die in de Ratumse beek ontsloten is. Stroomafwaarts gaan de Liaskleien over in Midden-Oligocene sedimenten. De overgangen zijn niet ontsloten.
  - Willink. In de wanden van de Willinkbeek ter hoogte van de boerderij Willink is Muschelkalk op natuurlijke wijze ontsloten. Veelal betreft het kalkslib maar op enkele plaatsen is ook dungelaagde kalksteen aanwezig. Het beekgrind bevat de meest resistente delen uit de Muschelkalk. De overgang tussen Muschelkalk en de bedekkende kwartaire afzettingen is vaag. Hoewel de Muschelkalk in de wanden van de Willinkbeek slechts matig ontsloten is, is het de enige natuurlijke ontsluiting in Nederland van deze zeer zeldzaam voorkomende afzetting.

### Dekzandruggen, dekzandkopjes en dekzandheuvels
- Miste en Corle
Op de oostelijke rand van het lage dal van de Schaarsbeek ligt het zeer brede dekzandruggencomplex van de Mister en Corler enk. Dit complex steekt tot ongeveer 3 m boven de omgeving uit. Bijzonder is de grote breedte, tot meer dan 500 m, van de dekzandruggen. Dit is vooral opvallend bij de Mister enk. De ondergrond bestaat grotendeels uit dalopvullingsmateriaal; fluvioglaciale en periglaciale afzettingen. Het dekzandcomplex is waarschijnlijk uit de zandige component van deze afzettingen opgebouwd. De dekzandruggen hebben een dik bouwlanddek. Het dekzandcomplex van Miste en Corle heeft een grote geomorfologische waarde.
- Henxel
In de buurtschap Henxel ligt tussen de Ratumsebeek en de Willinkbeek een aantal langwerpige dekzandruggen die evenwijdig lopen aan de natuurlijke laagten in het gebied. Het ontstaan van de ruggen is verbonden met deze laagtes. Door eeuwenlange potstalbemesting hebben ze een dik bouwlanddek. Sommige delen van de ruggen steken meer dan drie meter boven de omgeving uit. De opvallend hoge dekzandruggen zijn geomorfologisch zeer waardevol.

### Veengebieden
- Korenburgerveen
Het Korenburgerveen heeft zich gevormd in een Pleistoceen dalsysteem dat plaatselijk 70 m diep is, maar later vrijwel geheel is opgevuld met fluvioglaciale en periglaciale afzettingen. De veengroei is waarschijnlijk in het Laatglaciaal begonnen. Pollenonderzoek heeft aangetoond dat er tijdens het Boreaal mogelijk geen veengroei zou hebben plaatsgehad. Een onderzocht profiel toont een opeenvolging van 3,85 m veen bestaande uit gyttja, elzenveen, varenveen, zeggeveen, oud mosveen en jong mosveen. Een groot deel van het gebied is uitgeveend. Het Korenburgerveen is een van de laatste venen waar nog een compleet ongestoord profiel aanwezig is. Dit is voor palynologisch onderzoek van zeer grote waarde. Op veel andere plaatsen zijn dit soort venen afgegraven.
- Wooldse Veen
Het Wooldse Veen vormt samen met de over de grens met Duitsland gelegen Burlo-, Vardingholter- en Kloster Vennen een restant van een voormalig veengebied. Het veengebied is echter sterk vergraven. In de turfgaten regenereert het veen weer. Onder de veendijken kunnen lokaal ongestoorde veenprofielen voorkomen.

### Groeven
- De Vlijt
Tussen Winterswijk en Miste ligt een groeve waar klei uit het Midden-Oligoceen gewonnen wordt voor de baksteenfabricage. De klei is donker van kleur en is tamelijk rijk aan pyriet- en gipskristallen, septariën (kalkconcreties) en fossielen[1] De kleilagen worden in het westelijk deel van het complex bedekt door jongere zandige kleien, gescheiden door een discontinuïteit. Deze grens ligt onder het wateroppervlak. Van de Formatie van Brinkheurne zijn de bovenste meters van de Klei van Woold zichtbaar, in het westen bedekt door de Afzettingen van Winterswijk. Op het tertiaire materiaal, de Formatie van Rupel, ligt keileem van de Formatie van Drente dat veel noordelijke zwerfstenen bevat. Bovendien komen in de keileem Miocene zandnesten voor die door het ijs uit de ondergrond zijn opgenomen.
- Steengroeve

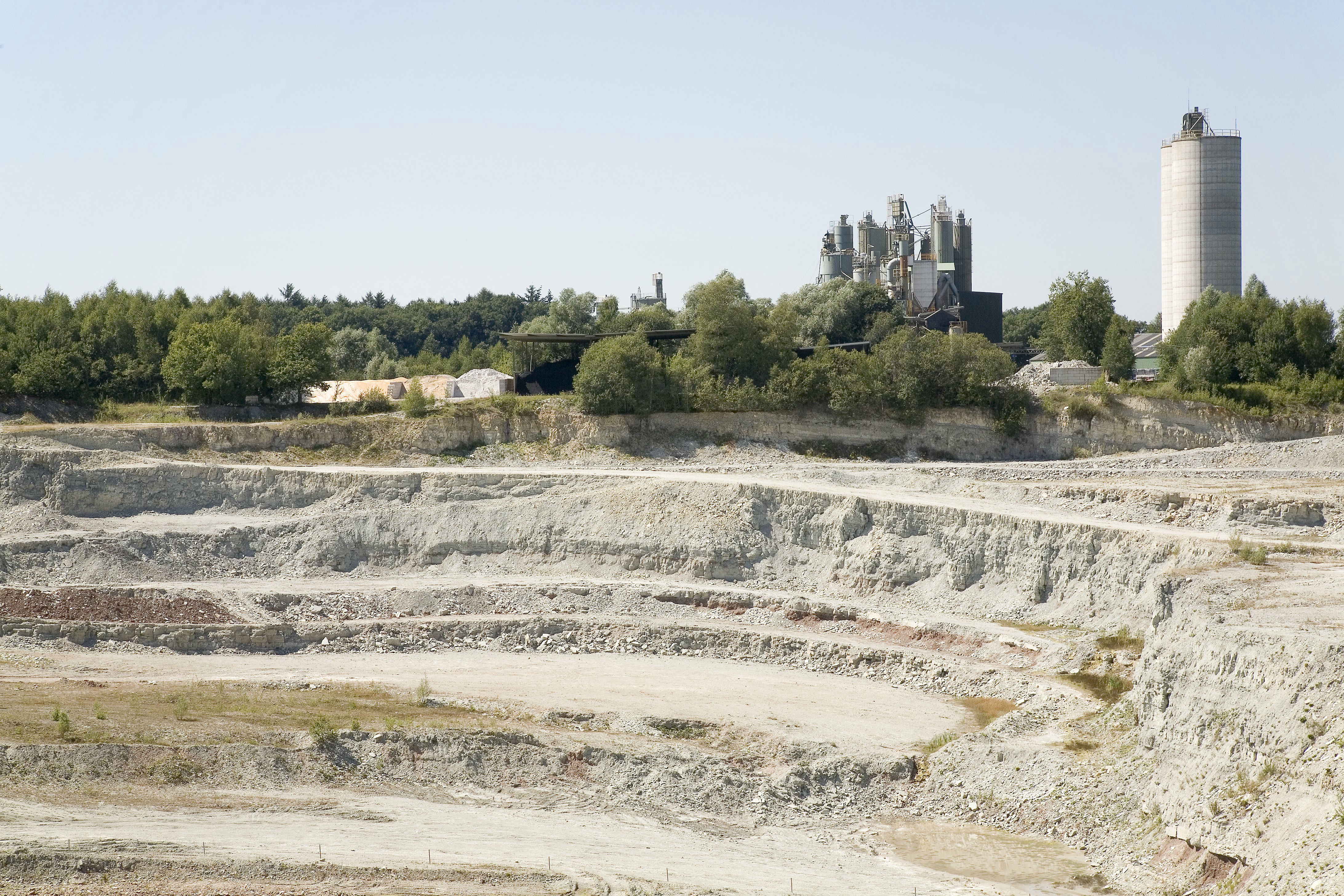
Steengroeve Winterswijk

Steengroeve WinterswijkIn de Steengroeve is sinds 1934 de Muschelkalk ontsloten. Deze is opgebouwd uit gelaagde kalksteen die soms gedolomitiseerd is en mergelige tot fijnzandige kleilagen. De Muschelkalk heeft hier een dikte van ongeveer 35 m, waarvan de onderste 25 m is ontsloten. Het pakket helt licht naar het noorden. De afzettingen behoren tot de Vroeg Muschelkalk uit het Midden-Trias. In het groevecomplex zijn verscheidene geologische bijzonderheden zeer goed te bestuderen, met name op het gebied van de paleontologie, sedimentologie, petrologie en tektoniek. Belangwekkend is de overgang naar de Röt (Laat-Bontzandsteen) uit het Vroeg-Trias en het voorkomen van karstverschijnselen. De dunne laag Kwartair die de Mesozoïsche afzettingen bedekt, bevat veel tertiaire (Eocene en Oligocene) zwerfstenen. Plaatselijk is in deze toplaag cryoturbatie aanwezig. Ook de sauriervondsten zijn van belang. Enkele malen per jaar zijn er open dagen, waarop veel belangstellenden afkomen om fossielen of Winterswijks goud (pyriet) te zoeken.

### Overig
- Laag van Miste
Ten zuidoosten van de buurtschap Miste bevinden zich enkele meters onder het oppervlak fossielhoudende zanden met veel glauconiet uit het Midden-Mioceen. De Laag van Miste is een donkergroene zandige afzetting met aan de basis veel schelpen. Ze vormt het onderste deel van het Laagpakket van Aalten. Het is een van de rijkste Miocene fauna's van Noord-Europa. Een permanente ontsluiting is in verband met wateroverlast en de activiteiten van fossielverzamelaars niet mogelijk.
- Staringputten
In een klein bos nabij de steengroeve, Willinks Weust, liggen twee diepe kuilen die in 1853-1854 zijn gegraven voor onderzoek van dr. W.C.H. Staring. In de kuilen is kalksteen ontsloten. Deze zogenaamde Staringputten zijn van belang vanwege het voorkomen van de unieke Muschelkalklagen en om historische en mijnbouwkundige redenen.
- Grenspaal 779b
Bij grenspaal 779b komen op korte afstand diverse formaties voor: Röt, sterk verweerde Muschelkalk, Rhaetienschalies (Laat-Trias), blauwgrijze Lias-klei, een donkere zandige klei uit het Dogger (Midden-Jura) en glauconietzanden uit het Albien (Vroeg-Krijt).
- Grenspaal 780
Nabij grenspaal 780 is het Bontzandsteen in een aantal greppels ontsloten. Deze bestaat hier uit rode en witgrijze kleiige en zandige verharde sedimenten. Ook komt er gips voor. Aan het oppervlak zijn de sedimenten veelal sterk verweerd. Opvallend zijn de rode kleuren van akkers. De afzettingen behoren tot het Laat-Bontzandsteen (Röt) en zijn daarmee de oudste dagzomende lagen in Nederland, op het Carboon in Limburg na. Dit is een zeldzame dagzomende ontsluiting in Nederland.
- Verink
Bij de boerderij Verink nabij de Duitse grens bevindt zich onder een circa 1 meter dun dek van dekzand donkergrijze kalkhoudende Dogger-klei (Midden-Jura). Deze klei is zeer ijzerrijk en bevat laagjes ijzeroölieten en fossielfragmenten.
- Bekerink
Ten noorden van boerderij Bekerink zijn verscheidene afzettingen ontsloten in greppels. De oudste formatie is roodgekleurde Röt-klei. Ten zuiden hiervan zijn, langs de weg van Winterswijk naar de grens, treft men verschillende mariene sedimenten: Muschelkalk, donkergrijze Lias-klei en groenzanden uit het Albien. Ook dit is een zeldzame dagzomende ontsluiting in Nederland.
- Blekkinkveen
In greppels in de weilanden van het Blekkinkveen is moeraskalk uit de overgang van het Weichselien naar het Holoceen ontsloten. Deze kalk bevat zoetwaterschelpjes[2][3] Op deze plek werd in 1927 na gericht zoeken voor het eerst in Nederland een fossiel blaadje van Dryas octopetala of Achtster gedaan[4]. Naar dit plantje waarvan de blaadjes goed kunnen fossiliseren werd het Dryas-stadiaal genoemd, de tijd waarin de kalk in het Blekkinkveen werd gevormd.

## Bodemkundigwaardevolle gebieden

### Bodems van essen
- Misteres en Corlese es
De Misteres en de Corlese es zijn beide representatief voor essen op dekzand in de beekdalvlakten van het Oost-Nederlands plateau. Ze kennen een groot areaal bruine enkeerdgronden op dekzandruggen. Door potstalbemesting met gebruik van beekdalplaggen hebben de essen een bruine kleur. De diversiteit van het bodemprofiel is in onder- en bovengrond groot. Lokaal komen ook brandplekken in de ondergrond voor. In de nabijheid van de essen komen beekeerdgronden, laarpodzolgronden en vlakvaaggronden, moerige eerdgronden en veengronden. De boerenbedrijven liggen op de overgang van de hogere naar de lagere gronden, wat karakteristiek is voor dit landschap. Mede door de karakteristieke ligging van de boerenbedrijven behoren deze tot de fraaiste en zeldzaamste bruine essen van het Oost-Nederlands plateaulandschap.
- Ratumse es
De Ratumse es is een gave en fraai gelegen es op een dekzandrug met zwarte enkeerdgronden. Het uit de potstallen opgebrachte dek is meer dan 0,80 m dik. De zwarte kleur wijst erop dat men voor de bemesting voornamelijk heideplaggen heeft gebruikt. Aan de randen gaan de gronden van de es over in beekeerdgronden en veldpodzolgronden.

### Veenbodems
- Korenburgerveen
Het Korenburgerveen bestaat uit drie gebieden: het Meddoseveen, Vragenderveen en het Corleseveen. Het veen ligt in een kom, omgeven door hoger gelegen dekzanden. Er is hier onregelmatig afgegraven, zodat het gebied een grillig beeld heeft van plassen, restveen en legakkers. De variatie in het Korenburgerveen is groot, er komt zowel levend oligotroof veenmosveen, mesostroof broekveen als zeggeveen voor. Op de ondiepe zandondergrond langs de randen van het veencomplex komen moerige podzolgronden en moerige eerdgronden voor. De grondwaterstand is gedurende een lange periode van het jaar hoog. Het is een voor Nederland zeldzaam hoogveengebied.
- Zwanenbroek en Bunninkgoor
Het Zwanenbroek en Bunninkgoor zijn een van oorsprong laaggelegen moerassig gebied ten zuidoosten van Bredevoort. Het is omringd door essen, gelegen zijn op met dekzand bedekte Tertiaire klei of Pleistocene terrasafzettingen. Het is opgevuld met veen en plaatselijk komt kalkgyttja in de grond voor. De milieuomstandigheden die hier hebben geleid tot veenvorming waren eutroof, als gevolg van de aanvoer van rijk kwelwater en overstroming door beekwater. De dikte van de kalkgyttja kan zo'n 20 cm bedragen en sluit veelal aan op het dekzand in de ondergrond. Boven in het veenprofiel komt veraard veen voor met een dun kleidek. Deze klei is vrij recent afgezet door veranderingen in het regime van de beken, als gevolg van de in de middeleeuwen doorgevoerde wijzigingen in de beeklopen ten oosten van Winterswijk. Ontwatering en peilverlaging hebben geleid tot oxidatie en inklinking van het veen. De bodemgesteldheid was tot voor de ruilverkaveling nog zeer gevarieerd en natuurlijk van karakter.
- Wooldse Veen
Het Wooldse Veen bestaat vrijwel geheel uit levend oligotroof veenmosveen. De ondergrond van dit veenpakket bestaat overwegend uit zwak of sterk lemige en matig fijnzandige afzettingen. Het hoogveengebied wordt gekenmerkt door een hoge grondwaterstand gedurende een vrij lange periode van het jaar. Het gebied is een natuurreservaat dat aansluit bij het in Duitsland gelegen Burloër Venn.

### Overige bodems
- Stuifzanden Rommelgebergte
Dit is een stuifzandgebied ten noorden van Winterswijk met overwegend haarpodzolgronden. Dit is in het Oost-Nederlandse plateaulandschap relatief zeldzaam. De gronden zijn ontwikkeld in jong dekzand en liggen nu vrijwel geheel onder bos.
- Glaciaal dal nabij Bredevoort
Tussen Bredevoort en het Korenburgerveen ligt een glaciaal dal met een grote diversiteit in overwegend natte gronden, zowel minerale als organische gronden. Hier worden beekeerdgronden, koopveengronden, moerige eerdgronden en meerveengronden aangetroffen. Naast het Korenburger- en Wooldse Veen is dit een van de weinige relatief grotere gebieden die nog over zijn van het vroeger veel grotere veengebied. De bodemtypen en de ligging van de bodems zijn karakteristiek voor een glaciaal dal. Dit gebied vormt een bijzondere bodemlandschappelijke eenheid met de Mister en Corlese es. De plaggen uit dit beekdal zijn gebruikt voor de bemesting van de essen. Het voorkomen van veengronden en moerige gronden is beperkt in dit deel van Nederland en behoort daarom tot de zeldzame gronden.
- Bekendelle
In de Bekendelle ten zuiden van Winterswijk heeft geen normalisatie van de beekloop van de Boven-Slinge plaatsgevonden. Ook verlaten en afgesneden meanders maken deel uit van dit beekdal. Hier komen oude terrassen voor met op de hoogste terrassen podzolgronden, op de lagere terrassen beekafzettingen en op de laagste terrassen afzettingen van de huidige beek. De bodemtypen die in het beekdal voorkomen zijn hoofdzakelijk beekeerdgronden met een leemarme en zwak lemige fijnzandige textuur en een zavel- of kleidek van 15 à 40 cm dikte. De opeenvolging van beekdalgronden is zeer representatief voor de beekdalen van het Oost-Nederlands plateau.